# Облога Глухова (1659)
Облога Глухова (1 — 15 червня 1659 року) — епізод московсько-української війни 1658—1659 років, оборона козаками прикордонної Глухівської фортеці від загонів московських воєвод Гр. Долгорукова та М. Дмітрієва. Неспроможне взяти місто царське військо уклало перемир'я з козаками та зняло облогу.

## Передісторія

### Роззброєння царського загону та облога Глухова у 1658 році
Після початку московсько-української війни у серпні-вересні 1658 року Глухів, як місто, розташоване неподалік від кордону, стало важливою базою гетьманських військ. Зокрема, для проведення рейдів на московське прикордоння. Вже в останніх числах серпня — на початку вересня глухівські козаки здійснили низку нападів на прикордонні села у Сівському, Рильському та Путивльському повітах. У місцевих жителів відганяли худобу та коней. Полонений козак розповів на допиті у рильського воєводи Ф. Хитрово, що таким чином поповнювали запаси Ніжинського полку перед можливим початком масштабних бойових дій.
У вересні московська розвідка повідомляла, що до Глухова прибуло підкріплення — 600 кінних козаків. У жовтні в місті деякий час стояли основні сили Ніжинського полку на чолі з полковником Гр. Гуляницьким, що прикривали можливий напрямок наступу московитів з боку Сівська, Рильська та Путивля.
У грудні московський воєвода Федір Куракін почав збирати у Сівську військо для вторгнення на територію Гетьманщини. Полк Куракіна мав йти на підмогу воєводі Гр. Ромодановського, якого обложив у Лохвиці гетьман Іван Виговський.
До табору Ф. Куракіна прибули глухівські козаки С. Чорний і Ол. Заруцький. Вони повідомили, що місто нібито готове здатися та присягнути на вірність царю. Московський воєвода відправив до Глухова 50 стрільців і драгунів на чолі з полковником Авр. Лопухіним і майором Ан. Золотіловом, що мали привести міщан і козаків до присяги. Проте у місті московський загін був роззброєний. 34-х московських вояків розстріляли, решту від страти врятував глухівський протопіп Ів. Шматковський. Полонених Лопухіна та Золотілова глухівці відправили гетьману Ів. Виговському. На місці братської могили московських стрільців у 1664 році за наказом царя збудували дерев'яну церкву Успіння Пресвятої Богородиці.
У відповідь князь Ф. Куракін обложив Глухів. Згідно зі «смотренними списками» від 1 січня 1659 року, у його війську було 6 472 вояки — стрільці, дворяни та «діти боярські», драгуни і служиві татари. У Глухові на той час було не більше тисячі козаків. Однак запекла оборона міста змусила московського воєводу зняти облогу. Натомість Куракін спустошив села Глухівської сотні, після чого вирушив у бік Лохвиці. Глухівські козаки з метою відплати провели рейд у Сівський повіт.

### Прикордонна війна у травні 1659 року

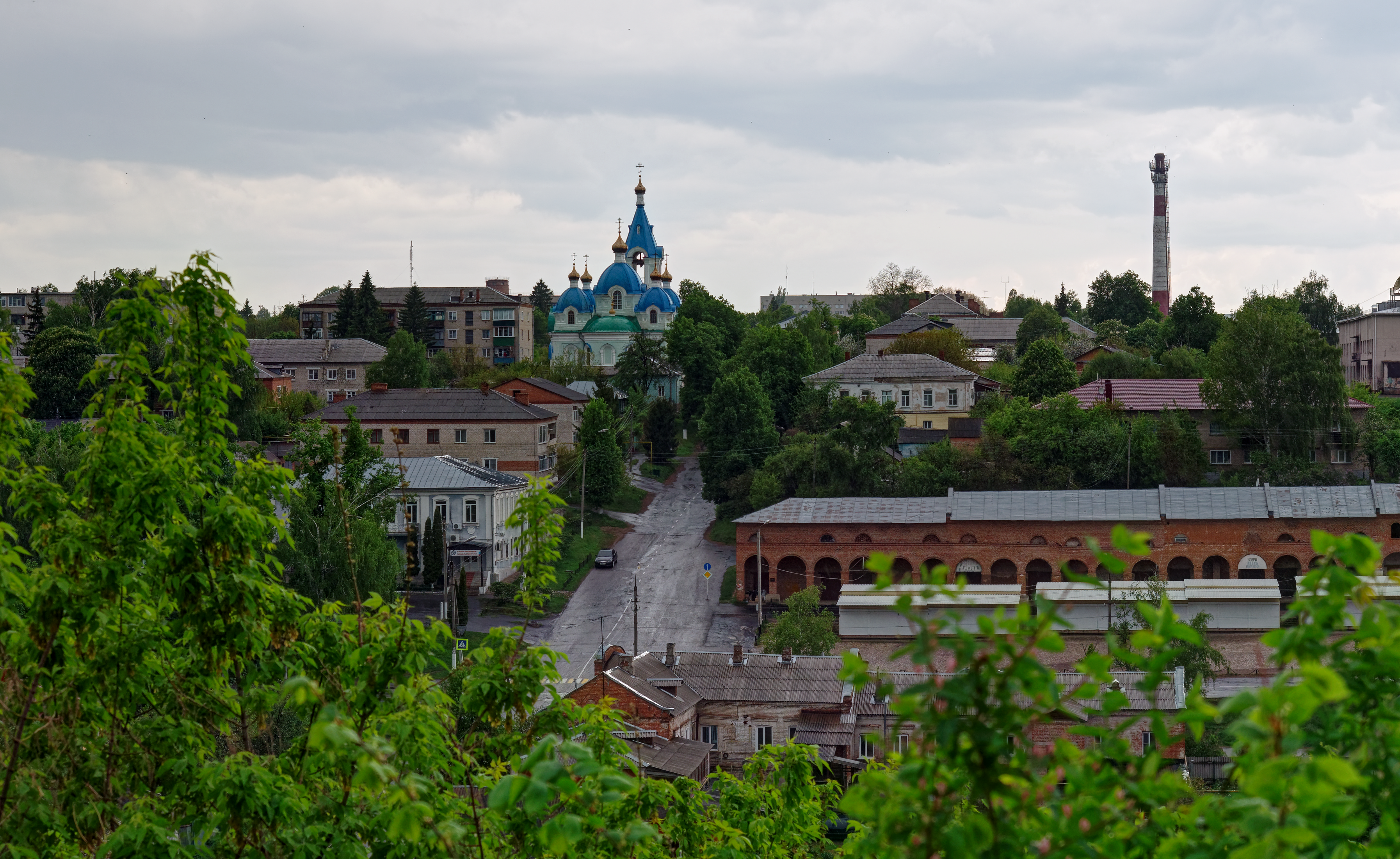
Місто Рильськ. Сучасний вигляд

У квітні 1659 року, після вторгнення до Гетьманщини 30-тисячної армії князя Олексія Трубецького та початку облоги Конотопа, стратегічне значення Глухова знову зросло. Місто стало одним із головних форпостів гетьманських сил на північному сході, що постійно загрожував комунікаціям московської армії. За деякими даними, у квітні-травні 1659 року гетьман Іван Виговський тимчасово утворив Глухівський полк, наказним полковником якого став Левко Бут.
Бут розпочав активні військові дії на російському прикордонні, метою яких було посіяти паніку серед ворожих військ, а також — зруйнувати комунікації між Конотопом та Путивлем, Сівськом і Рильськом.
14 травня тисячний загін козаків «повоював» села Капустіно, Журавльовку, Турки, Кочановку та Стрємоуховку між Рильськом, Сівськом і Льговом. «Багатьох повітових людей у тих селах побили й у полон побрали, і кінські табуни й худобу відібрали». Рильський воєвода Ів. Волконський скаржився царю на нестачу війська для протистояння козакам: «Від Глухівських черкас, від зрадників сиджу я в Рильську в облозі, і сидіти в Рильську в облозі ні з ким, і Рильського повіту оберігати ні з ким».
20 травня глухівські козаки провели нову операцію, одночасно пошарпавши Путивльський, Сівський і Рильський повіти. Зокрема — спалили село Берюх. Наприкінці травня воєвода Трубецькой відправив у район Глухова загін під командою воєвод Гр. Долгорукова та Гр. Безсонова, що мали очистити від козаків лінії комунікацій. «Від зрадників, від черкас, від Глухівських сидільців дороги очистити, щоб проїзд до … Трубецького гінцем був чистим». Виконати це завдання царські війська не змогли.
Водночас, в останніх числах травня путивльський і сівський воєводи Гр. Долгоруков і М. Дмітрієв отримали підкріплення від Трубецького та, за наказом царя, вирушили до Глухова, щоб захопити місто.

## Сили сторін

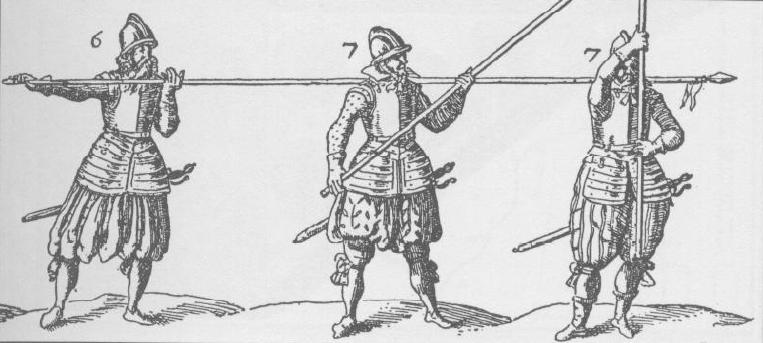
Московські піхотинці «іноземного строю». Малюнок 1647 року

Сучасні російські історики оцінюють чисельність загону Долгорукова і Дмітрієва у 4 тисячі «ратних людей». Сам путивльський воєвода у листі до царя від 23 червня писав, що мав при собі 1 103 «служивих людей» з гарнізону Путивля. Всі вони були кінними. Це — місцеві дворяни та «діти боярські». Імовірно, не менше війська привів із Сівська воєвода М. Дмітрієв.
Московські воєводи також отримали підкріплення з табору князя Трубецького. Це — 1 700 солдатів пішого полку «іноземного строю» полковника М. Баумана. У цьому підрозділі були фахівці з інженерної справи. Ще два окремих солдатських підрозділи (імовірно, роти) очолювали стольник Дм. Рагозін і стряпчий Єф. Лодиженський.
Таким чином, московське військо налічувало 4 — 4,5 тисячі ратників.
Чисельність козацького гарнізону Глухова у середині травня московські воєводи оцінювали у 8 тисяч козаків. Це, ймовірно, значне перебільшення, адже немає даних про присутність у місті інших козацьких полків, окрім Глухівського та, можливо, окремих підрозділів з Ніжинського полку.
Московські донесення, що оповідають про рейди глухівських козаків на прикордонні міста, оцінюють чисельність козацьких загонів у тисячу — чотири тисячі.

## Перебіг облоги

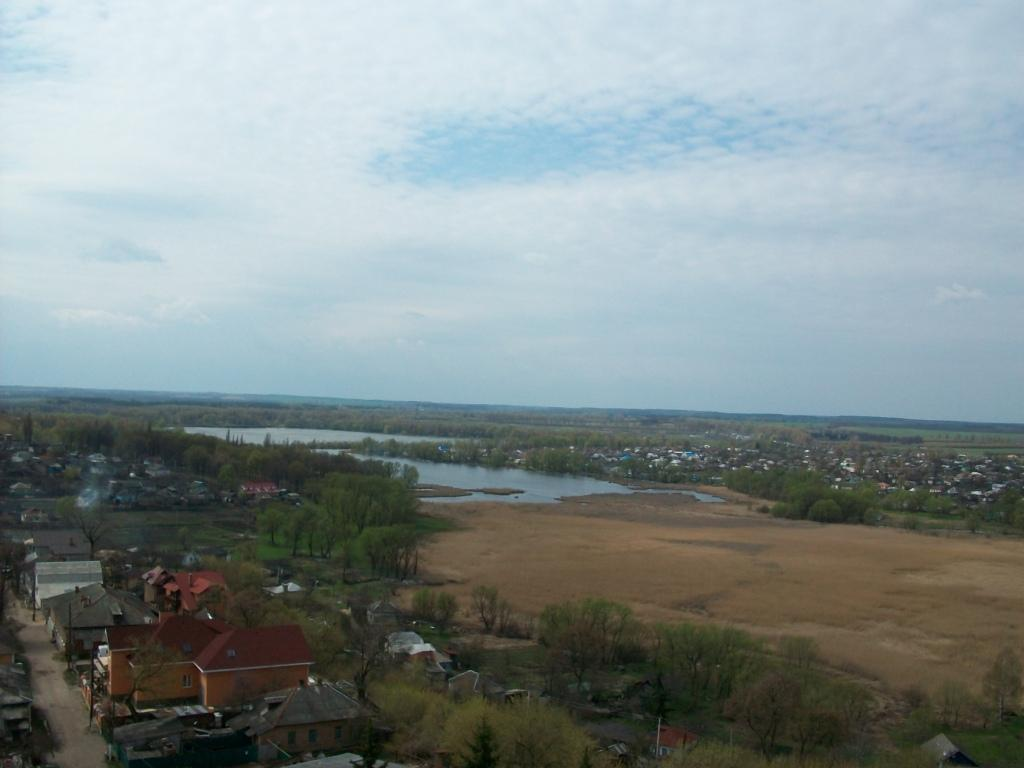
Панорама Глухова. Сучасний вигляд

1 червня воєвода Гр. Долгоруков з військом підступив до Глухова та почав вести до міста шанці. Глухівські козаки вели активну оборону. Зокрема, у перший день облоги вони здійснили три вилазки, намагаючись обійти та оточити московський табір. Долгорукову з великими труднощами вдалося відбити ці напади.
6 червня під стінами Глухова з'явився сівський воєвода М. Дмітрієв. Він став зі своїми ратниками «на річці на Есмані з другого боку».
Облога міста йшла для московських воєвод не надто вдало. «Глухівські сидільці» постійно проводили вилазки, у той час як московські воєначальники не могли порозумітися між собою. Долгоруков скаржився царю, що Дмітрієв відмовився прибути до його табору для спільної наради. Загони двох воєвод розділяла річка Есмань і московити не спромоглися навести переправу. Як наслідок — дві частини царського війська діяли нескоординовано. Ситуацію для московитів погіршило відкликання до Конотопа солдатського полку М. Баумана, після чого у Долгорукова та Дмітрієва майже не залишилось піхоти.
13 червня Долгоруков вирішив почати перемови з наказним полковником Л. Бутом. 14 червня путивльський і сівський воєводи уклали угоду з глухівськими козаками про взаємне припинення бойових дій: «Щоб твоїх ратних людей до города Глухова і в Глухівський повіт війною не посилати, і сіл, і деревень не палити… а вони де з Глухова до Путивля, і до Сівська, і в повіти війною черкас посилати не почнуть».
15 червня московське військо зняло облогу з Глухова та відступило до Путивля та Сівська.

## Наслідки
Глухівці дотримувались умов перемир'я та припинили рейдові дії на московському прикордонні. Водночас, в другій половині червня 1659 року ситуація на фронті змінилась: гетьман Іван Виговський об'єднався з кримським ханом Мегмедом IV Ґераєм та вирушив на деблокаду Конотопа. У битві 28 червня військо Олексія Трубецького було розгромлене.
Після вигнання з території Гетьманщини основних московських сил гетьман відправив до прикордонних міст Ніжинського полку, зокрема — і Глухова, підкріплення з козаків Чернігівського полку. Їм було наказано готуватися до походу на Сівський і Брянський повіти. Ці плани зруйнувало антигетьманське повстання у серпні 1659 року, що призвело до складання Ів. Виговським булави 11 вересня.